# Førde
Førde – norweska gmina leżąca w okręgu Vestland. Jej siedzibą jest miasto Førde.
Førde jest 186. norweską gminą pod względem powierzchni.

## Demografia
Według danych z roku 2005 gminę zamieszkuje 11 151 osób. Gęstość zaludnienia wynosi 18,88 os./km². Pod względem zaludnienia Førde zajmuje 93. miejsce wśród norweskich gmin.
| ludność stan na 1 stycznia 2005 |         |           |        |
|                                 | kobiety | mężczyźni | razem  |
| osób                            | 5514    | 5637      | 11 151 |
| %                               | 49,45%  | 50,55%    | 100%   |

| wykształcenie stan na 1 października 2004 |        |         |        |        |
|                                           | podst. | średnie | wyższe | niezn. |
| osób                                      | 1043   | 4786    | 2363   | 184    |
| %                                         | 12,45% | 57,14%  | 28,21% | 2,2%   |

## Edukacja
Według danych z 1 października 2004:
- liczba szkół podstawowych (norw. grunnskolar): 10
- liczba uczniów szkół podst.: 1741

## Władze gminy
Według danych na rok 2011 administratorem gminy (norw. rådmann) jest Ole John Østenstad, natomiast burmistrzem (norw. ordfører, d. borgermester) jest Nils Asbjørn Gjerland.